# Specialkommun
En specialkommun är en offentligrättslig person med egen rättskapacitet.

## Sverige
I kommunallagen i Sverige (SFS 1991:900) benämns specialkommun kommunalförbund. I kommunallagen kapitel 3 §§ 20-28 behandlas sådana kommunalförbund, och där stadgas bland annat att kommuner och landsting får överlämna vården av kommunala angelägenheter till sådana förbund. Normalt har specialkommunen egen budget och rätt att debitera medlemmarna för sina kostnader samtidigt som medlemmarna har rätt att utträda.